# Старопетрово
Старопетрово (баш. Иҫке Петров) — село в Бирском районе Башкортостана, относится к Старопетровскому сельсовету.

## Население
| 2002 | 2009 | 2010 |
| ---- | ---- | ---- |
| 214  | ↗252 | ↘216 |

Согласно переписи 2002 года, преобладающая национальность — русские (71 %), марийцы (26 %) .

## Географическое положение
Расстояние до:
- районного центра (Бирск): 20 км,
- центра сельсовета (Питяково): 2 км,
- ближайшей ж/д станции (Уфа): 115 км.

## История
Закон «О внесении изменений в административно-территориальное устройство Республики Башкортостан в связи с образованием, объединением, упразднением и изменением статуса населенных пунктов, переносом административных центров» от 20 июля 2005 года, N 211-з гласил: 

10. Перенести административные центры следующих сельсоветов:
4) Старопетровского сельсовета Бирского района из села Старопетрово в село Питяково;

## Религия
В селе есть православная церковь Николая Чудотворца.

## Известные уроженцы
- Дегтярев, Александр Николаевич (род. 1952) — член-корреспондент АН РБ